# زیردریایی بریانسک (کی-۱۱۷)
زیردریایی بریانسک (کی-۱۱۷) (به انگلیسی: Russian submarine Bryansk (K-117)) یک زیردریایی است که طول آن 167 m می‌باشد. این زیردریایی  در سال ۱۹۸۸ ساخته شد.